# Mizuki Fukumura
Mizuki Fukumura (譜久村聖, Fukumura Mizuki, née le 30 octobre 1996 à Tokyo au Japon) est une chanteuse, actrice et danseuse japonaise, ancienne membre des Morning Musume. et du Hello! Project.

## Biographie
Mizuki Fukumura participe au concours "Kilari☆Girls Contest 2006 Tokyo Venue" organisé par le magazine Chao au Makuhari Messe le 20 août 2006 et atteint la seconde place. Elle dit avoir passé l'audition du Hello! Project à la suite de cela, ne voulant plus perdre face la gagnante du concours. Elle débute au Hello! Project en 2008 avec Akari Takeuchi et Rie Kaneko, intégrée en tant qu'élève du Hello Pro Egg (aujourd'hui Hello Pro Kenshuusei). L'annonce est faite au concert à l'Akasaka Blitz du 22 juin, et elle est choisie pour participer à son premier concert en septembre à la salle polyvalente Mielparque. Elle rejoint ensuite la nouvelle mouture du groupe Shugo Chara Egg! en septembre 2009, à 12 ans, succédant à Yūka Maeda en tant que "Amulet Heart", jusqu'à l'arrêt des activités du groupe en mars 2010[réf. nécessaire].
Le 2 janvier 2011, au cours d'un concert commun des artistes du Hello! Project, à la surprise générale, Fukumura est officiellement présentée au public par le producteur Tsunku comme nouvelle membre du groupe phare du H!P Morning Musume, à 14 ans, dans le cadre de la "9e génération" du groupe, aux côtés de Erina Ikuta, Riho Sayashi et Kanon Suzuki, trois débutantes sélectionnées lors d'une audition spécifique. Il lui avait été dit qu'elle avait échoué à la troisième phase de sélection de cette audition. Sa couleur dans le groupe est le rose foncé. Une rumeur prétendait bien qu'une "egg" allait être choisie, mais c'est le nom de You Kikkawa qui était plutôt avancé ; celle-ci débute en fait une carrière en solo, le même jour[réf. nécessaire].
Fukumura est donc avec Miki Fujimoto la seule membre dans l'histoire des Morning Musume à avoir eu une activité artistique au H!P avant d'intégrer le groupe, et c'est l'une des rares à ne pas avoir eu à participer à une audition spécifique pour être sélectionnée, choisie directement par le producteur, après Fujimoto en 2003 et les deux "invitées" chinoises Jun Jun et Lin Lin en 2007[réf. nécessaire].
En 2013, après le départ de Reina Tanaka, Mizuki Fukumura devient la sub-leader de Morning Musume aux côtés de Haruna Iikubo. À la fin de 2014, à la suite du départ de Sayumi Michishige elle devient officiellement la 9e leader de Morning Musume avec comme sub-leaders Haruna Iikubo (qui l'était déjà) et Erina Ikuta. Elle devient la membre devenue leader la plus jeune (18 ans), et la première à être née dans les années 1990. Elle est actuellement la leader avec la plus grande longévité (9 ans et 3 jours)[réf. nécessaire],.
En 2017, elle devient la sub-leader du Hello! Project, sous le lead de Maimi Yajima. En 2019 après le départ de Ayaka Wada, elle devient la leader du Hello! Project. Le 10 novembre 2022, elle dépasse avec Erina Ikuta le record de longévité dans le groupe, établi à 4330 jours par Sayumi Michishige. Le 27 décembre, elle annonce qu'elle quittera les Morning Musume. et le Hello! Project à la fin de la tournée d'automne 2023, puis prendra une période de repos et ensuite "essaiera de s'essayer à de nouveaux défis, d'étudier et de travailler pour mettre à profit tout ce qu'elle a pu apprendre jusqu'à maintenant". Elle annonce le 30 septembre 2023 que son dernier concert aura lieu le 29 novembre à la Yokohama Arena, portant le total de sa présence dans le groupe à 12 ans, 10 mois et 27 jours.

## Groupes
Au sein du Hello! Project
- Hello! Pro Egg (2008–2011)
- Shugo Chara Egg! (2009–2010)
- Tomoiki Ki wo Uetai (2009 - 2010)
- Morning Musume (2011–)
- Ganbarou Nippon Ai wa Katsu Singers (2011)
- Reborn Eleven (2011)
- Hello! Project Mobekimasu (2011–2013)
- Hello! Project Station Dance Club (2013-2015)
- Stelladrop (2014-2015)
- Morning Musume. 20th (2017 - 2018)
- Hello! Project All Stars (2018 - 2020)

## Discographie

### Avec Morning Musume
Singles
- 6 avril 2011 : Maji Desu ka Suka!
- 18 mai 2011 : Only You
- 14 septembre 2011 : Kono Chikyū no Heiwa wo Honki de Negatterun da yo!
- 25 janvier 2012 : Pyoco Pyoco Ultra
- 11 avril 2012 : Renai Hunter
- 4 juillet 2012 : One, Two, Three / The Matenrō Show
- 10 octobre 2012 : Wakuteka Take a chance
- 23 janvier 2013 : Help me !!
- 17 avril 2013 : Brainstorming / Kimi Sae Ireba Nani mo Iranai
- 28 août 2013 : Wagamama Ki no Mama Ai no Joke / Ai no Gundan
- 29 janvier 2014 : Egao no Kimi wa Taiyou sa / Kimi no Kawari wa Iyashinai / What is Love?
- 16 avril 2014 : Toki o Koe Sora o Koe / Password is 0
- 15 octobre 2014 : Tiki Bun / Shabadabadō / Mikaeri Bijin
- 15 avril 2015 : Seishun Kozō ga Naiteiru / Yūgure wa Ameagari / Ima Koko Kara
- 19 août 2015 : Oh My Wish! / Sukatto My Heart / Ima Sugu Tobikomu Yūki
- 29 décembre 2015 : Tsumetai Kaze to Kataomoi / Endless Sky / One and Only
- 11 mai 2016 : Tokyo to Iu Kataomoi / The Vision / Utakata Saturday Night
- 23 novembre 2016 : Sexy Cat no Enzetsu / Mukidashi de Mukiatte / Sō ja nai
- 8 mars 2017 : Brand New Morning / Jealousy Jealousy
- 4 octobre 2017 : Jama Shinaide Here We Go! / Dokyū no Go Sign / Wakaindashi!
- 13 juin 2018 : Are you happy / A gonna
- 24 octobre 2018 : Furari Ginza / Jiyuu na Kuni Dakara / Y Jiro no Tochuu
- 12 juin 2019 : Jinsei Blues / Seishun Night
- 22 janvier 2020 : KOKORO&KARADA / LOVEpedia / Ningen Kankei No way way
- 16 décembre 2020 : Junjou Evidence / Gyuu Saretai Dake na no ni
- 8 décembre 2021 : Teenage Solution / Yoshi Yoshi Shite Hoshii no / Beat no Wakusei
- 8 juin 2022 : Chu Chu Chu Bokura no Mirai / Dai Jinsei Never Been Better! / I WISH
- 21 décembre 2022 : Swing Swing Paradise / Happy birthday to Me!
- 25 octobre 2023 : Suggoi FEVER! / Wake-up Call~Mezameru Toki~ / Neverending Shine

Digital Singles
- 3 novembre 2017 : Ai no Tane (20th Anniversary Ver.) (Morning Musume 20th)
- 30 novembre 2017 : Gosenfu no Tasuki
- 28 janvier 2018 : Hana ga Saku Taiyou Abite

Albums
- 12 octobre 2011 : 12, Smart
- 12 septembre 2012 : 13 Colorful Character
- 29 octobre 2014 : 14 Shō ~The Message~
- 6 décembre 2017 : ⑮ Thank you, too
- 31 mars 2021 : 16th ~That's J-POP~

Compilation
- 25 septembre 2013 : The Best! ~Updated Morning Musume。~
- 12 mars 2014 : Morning Musume '14 Coupling Collection 2
- 5 octobre 2014 : One・Two・Three to Zero
- 20 février 2019 : Best! Morning Musume 20th Anniversary
- 30 août 2023 : Morning Musume Best Selection ~The 25 Shuunen~

Mini-album
- 7 février 2018 : Hatachi no Morning Musume (Morning Musume 20th)

Soundtrack Albums
- 6 août 2014 : Engeki Joshibu "LILIUM -Lilum Shoujo Junketsu Kageki-" Original Soundtrack
- 15 juillet 2015 : Engeki Joshi-bu Musical "Triangle" Original Soundtrack
- 13 juillet 2016 : Engeki Joshibu "Zoku 11nin Iru! Higashi no Chihei, Nishi no Towa" Original Soundtrack
- 12 juillet 2017 : Engeki Joshibu "Pharaoh no Haka" Original Soundtrack
- 11 juillet 2018 : Engeki Joshibu "Pharaoh no Haka ~Hebi Ou Sneferu~" Original Soundtrack

### Autres participations
- 22 juin 2011 : Ai wa Katsu (avec Ganbarou Nippon Ai wa Katsu Singers)
- 10 août 2011 : Reborn ~Inochi no Audition~ (avec Reborn Eleven, en distribution limitée)
- 16 novembre 2011 : Busu ni Naranai Tetsugaku (avec Hello! Project Mobekimasu)
- 26 septembre 2018 : YEAH YEAH YEAH / Akogare no Stress-free / Hana, Takenawa no Toki (avec Hello Pro All Stars)

### Autres chansons
- 18 novembre 2009 : Watashi no Tamago (Party Time / Watashi no Tamago) des Guardians 4 avec Shugo Chara Egg!
- 20 janvier 2010 : Arigatō ~ Ōkiku Kansha~ (Going On!) des Guardians 4 avec Shugo Chara Egg!
- 21 juin 2021 : Extra (エキストラ), reprise solo du single de KAN
- 15 décembre 2021 : Ai ga Tomaranai ~Turn it into love~ (愛が止まらない 〜Turn it into love〜, sur l'album bon voyage!~risa covers~) avec Risa Ogata

## Filmographie
Films
- 2011 : Sharehouse (シェアハウス)

Dramas
- 2012 : Suugaku♥Joushi Gakuen (数学♥女子学園)

Anime
- 2009–2010 : Shugo Chara Party! (しゅごキャラ パーティー!) (rôle de Amulet Heart)

Internet
- 2011 : UstreaMusume
- 2012-2013 : Maji DE Pyoko! (本気DE飛跳！) (Fanclub exclusive)
- 2013-2023 : Hello! Project Station
- 2014–2016 : MUSIC+
- 2015–2016 : GREEN ROOM
- 2016–2023 : Upcoming
- 2016–2017 : Girls Night Out
- 2017–2021 : tiny tiny
- 2018–2023 : OMAKE CHANNEL
- 2018 : Hello Pro no Monohon!
- 2019–2020 : Hello Pro no Oshigoto Challenge
- 2019–2020 : Hello Pro Kouhaku Taiko THE☆BATTLE
- 2020 : Hello Pro ONE×ONE
- 2020 : Hello Pro Live Jikkyou!

## Divers
Programmes TV
- 2011 : Bijo Gaku (美女学)
- 2011–2012 : HELLOPRO! TIME (ハロプロ！ＴＩＭＥ)
- 2012–2013 : Hello! SATOYAMA Life (ハロー！ＳＡＴＯＹＡＭＡライフ)
- 2014–2019 : The Girls Live
- 2017 : Tokugi☆Saikenshou Momusu DE Gozaru! (特技☆再検証 モー娘。DEござる！)
- 2019–2020 : AI・DOL PROJECT (AI・DOL プロジェクト)
- 2019–2020 : Hello Pro! TOKYO Sanpo (ハロプロ!TOKYO散歩)
- 2020 : Hello Dream. (ハロドリ。)
- 2020 : Hello! Project presents... "Solo Fes!"
- 2021 : Hello! Project presents... "Solo Fes! 2"

DVD
- 17 mai 2011 : Greeting ~Fukumura Mizuki~ (Greeting 〜譜久村聖〜)
- 22 mai 2013 : Mizuki in Guam
- 6 août 2014 : Pancake
- 24 décembre 2014 : Morning Musume '14 Fukumura Mizuki Birthday Event 2014
- 20 janvier 2016 : Yuubae
- 22 février 2018 : Morning Musume '17 Fukumura Mizuki Birthday Event
- 5 décembre 2018 : One day
- 26 février 2020 : Morning Musume '19 Fukumura Mizuki Birthday Event
- 26 février 2021 : Morning Musume '20 Fukumura Mizuki Birthday Event

Comédies musicales et théâtres
- [2011] Reborn ~Inochi no Audition~ (Cleopatra)
- [2012] Stacies Shoujo Saisatsu Kageki (Rieka/Shizumi)
- [2013] Gogakuyuu (Ryu)
- [2014] LILIUM -Lilium Shoujo Junketsu Kageki- (Lindou)
- [2015] TRIANGLE (Iota)
- [2016] Zoku 11nin Iru! Higashi no Chihei, Nishi no Towa (Ona/Baceska (King Mayan Baceska)
- [2017] Pharaoh no Haka (Ankensen)
- [2018] Pharaoh no Haka ~Hebi Ou Sneferu~ (La servante du roi d'Esteria)

Radio
- 2012– : Morning Musume no Morning Jogakuin ~Houkago Meeting~ (モーニング娘。のモーニング女学院～放課後ミーティング～)
- 2017– : Fukumura no Heya (ふくむらの部屋)

Photobooks
- 10 septembre 2012 : Morning Musume｡ 9・10ki 1st official Photo Book (モーニング娘。9・10期 1st official Photo Book) (avec Erina Ikuta, Riho Sayashi, Kanon Suzuki, Haruna Iikubo, Ayumi Ishida, Masaki Satō, Haruka Kudō)
- 16 décembre 2012 : Alo Hello! 9-ki Shashinshuu 2012 (avec Erina Ikuta, Riho Sayashi, Kanon Suzuki)
- 15 mai 2013 : MIZUKI (Wani Books, photographe : Nakayama Masafumi)
- 26 juin 2014 : Utakata (うたかた, Wani Books, photographe : Saijō Akihito)
- 5 décembre 2015 : Kagayaki (かがやき, Odyssey Books Co. Ltd, photographe : Yoshida Hiroyuki)
- 15 juillet 2017 : Hatachi (二十歳, Wani Books, photographe : Nishida Kōki)
- 30 octobre 2018 : Makana (Wani Books, photographe : Tabata Ryuuzaburō)
- 30 octobre 2019 : Tasha! (多謝!, Wani Books, photographe : Nakayama Masafumi)
- 2 janvier 2022 : glance (Odyssey Books Co. Ltd, photographe : Saijō Akihito)
- 30 octobre 2023 : LAST SCENE (Wani Books, photographe : Tōnoki Takao)

MV
- 2010 : Mano Erina - "Haru no Arashi" (春の嵐) (back dancer)
- 2010 : Mano Erina - "Onegai Dakara..." (お願いだから・・・) (back dancer)
- 2014 : Michishige Sayumi - Shabadaba Doo~ (cameo)
- 2017 : ℃-ute - To Tomorrow (back dancer)
- 2018 : Horiuchi Takao - Minna Shounen Datta (cameo)
- 2021 : Matsubara Takeshi - Kanashimi no New York (2021 ver.) (chœurs)

## Liens
- (ja) Profil officiel avec Morning Musume

- Ressources relatives à la musique :   - Discogs
  - MusicBrainz
- Ressource relative à l'audiovisuel :   - IMDb
- Notices d'autorité :   - ISNI